# Rhythmusgitarrist
Der Rhythmusgitarrist ist der Musiker in einer Band, der mit Gitarre den Rhythmus und die Begleitung spielt. Entwickelt wurde die Arbeitsteilung zwischen Solo- und Rhythmusgitarrist im Quintette du Hot Club de France während der 1930er Jahre. 
Auf der Rhythmusgitarre werden die rhythmischen Akkordbegleitungen gespielt, während der Leadgitarrist die Melodielinien spielt und der Bassist die Bassbegleitung übernimmt. Oft wird die Rhythmusgitarre auch vom Sänger übernommen, wie beispielsweise bei Bon Jovi (Jon Bon Jovi), John Kay (Steppenwolf), Metallica (James Hetfield) oder bei Kiss (Paul Stanley).

## Bekannte Rhythmusgitarristen
- Max Cavalera (Sepultura)
- Tom Fogerty (Creedence Clearwater Revival)
- Freddie Green (Count Basie Big Band)
- James Hetfield (Metallica)
- Scott Ian (Anthrax)
- Alan Jardine (The Beach Boys)
- Alex Kapranos (Franz Ferdinand)
- Paul Landers (Rammstein)
- John Lennon (The Beatles)
- Bob Marley (Bob Marley & The Wailers)
- Tim McIlrath (Rise Against)
- Chris Norman (Smokie)
- Rick Parfitt (Status Quo)
- Joseph Reinhardt (im Quintette du Hot Club de France)
- Keith Richards (The Rolling Stones)
- Rudolf Schenker (Scorpions)
- Paul Stanley (KISS)
- Izzy Stradlin (Guns N’ Roses)
- Joe Strummer (The Clash)
- John Wilkinson (TCB Band von Elvis Presley)
- Alan Wilson (Canned Heat)
- Malcolm Young (AC/DC)
- Joan Jett
- Samu Haber (Sunrise Avenue)

→ siehe auch: Liste von Gitarristen